# Comité des ambassadeurs
Le Comité des ambassadeurs est un organe de la Communauté de développement d'Afrique australe créée par une décision du Conseil des ministres de la CDAA.

## Sources